# یاکشایوو
یاکشایوو (انگلیسی: Yakshayevo) یک شهرک در شهرستان تویمازینسکی استان باشقیرستان کشور روسیه است.